# Galleria Umberto I

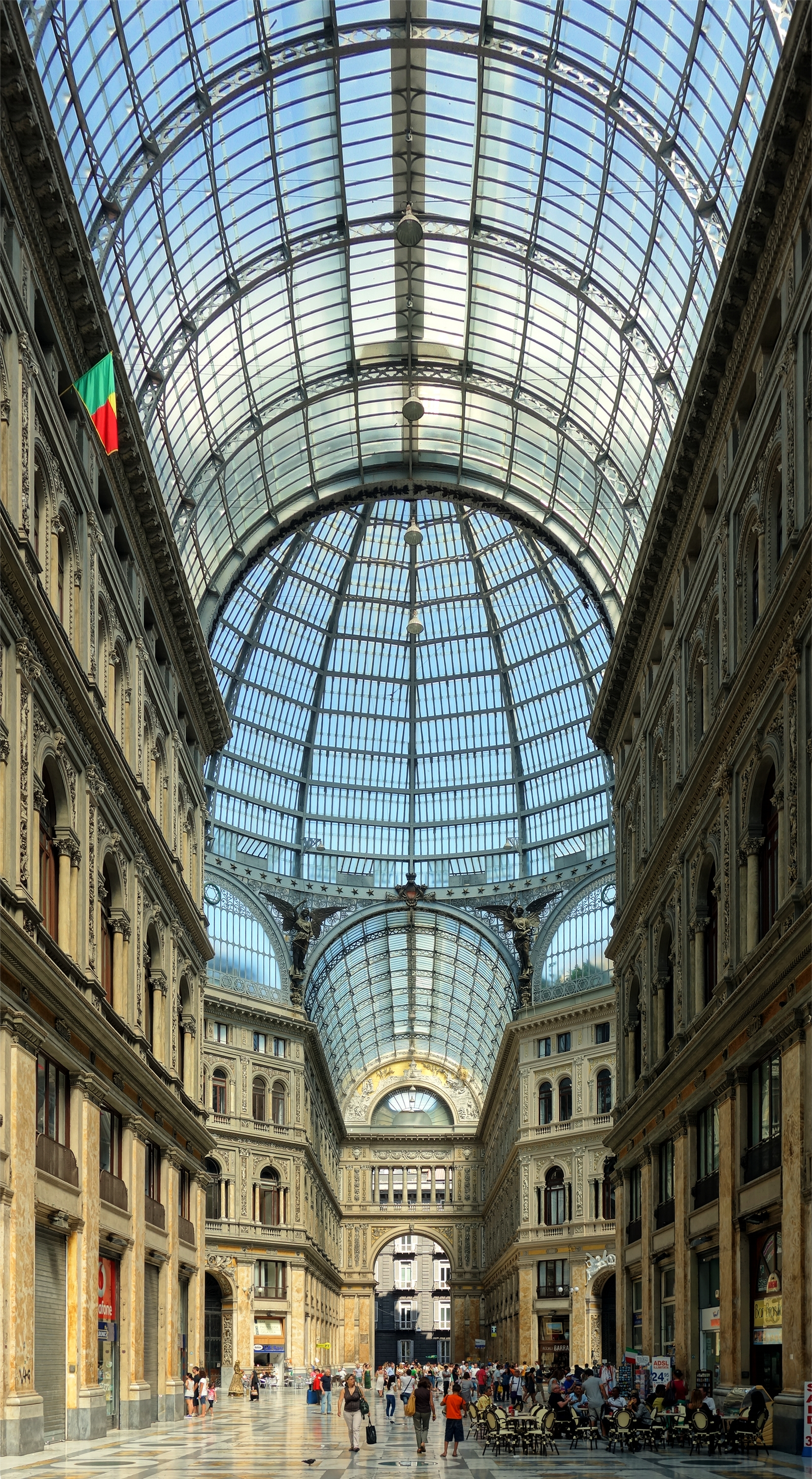
Galleria Umberto I in Napels

De Galleria Umberto I (19e eeuw) is een overdekte winkelstraat met winkelgalerij in Napels, hoofdstad van de Zuid-Italiaanse regio Campanië. De monumentale hoofdingang bevindt zich aan de Via Medina, tegenover het Teatro San Carlo.

## Naam
Koning Umberto I van Italië heeft zijn naam gegeven aan dit bouwwerk. De stad wilde hem vereren omwille van zijn bekommernissen tijdens de cholera-epidemie van 1884.

## Bouw
Negen jaar na de bouw van de Galleria Vittorio Emanuele in Milaan begon de bouw in het jaar 1887. Het idee om luxueuze winkels samen te brengen in een overdekte winkelstraat, werd aanzien als een revolutionair idee. De bouw duurde tot 1890. Ingenieur Emmanuele Rocco, en na hem, Antonio Curi, waren verantwoordelijk voor de constructie. Niet alle plekken werden ingenomen door winkels; de bovenste verdieping bevat veelal kantoorruimtes. De bouw werd voorgesteld als een sanering van de wijk Santa Brigida. Santa Brigida had een slechte naam: het was de plaats waar criminelen van Napels samen kwamen, een oord van prostitutie en straatgevechten. Deze wijk ging tegen de vlakte.
De galerij heeft een kruisvorm en is volledig met glas overkoepeld. Op de vloer onder de centrale koepel is een mozaïekvloer aangebracht met alle dieren van de dierenriem.  
Op de tweede verdieping bevindt zich het Koraalmuseum Ascione, naast de gelijknamige juwelenwinkel.